# Веталы
Вета́лы (санскр. वेताळ, IAST: vetāla) — в индийской мифологии вампироподобные злые духи, которые могут вселяться в мертвецов и заставлять их действовать как живые люди. Входят в свиту бога Шивы.
После того, как ветала вселится в труп, он перестаёт разлагаться и ходит по миру на манер зомби из мифологии Вуду. Разница заключается в том, что ветала не заинтересован в пожирании мозгов или человеческой плоти. Его цель — просто раздражать и мучить людей из зависти.